# Ольштинський замок (Сілезьке воєводство)
Ольшти́нський замок (пол. Zamek w Olsztynie) — руїни замку, розташованого Краківсько-Ченстоховській височині у селі Ольштин в гміні Ольштин Ченстоховського повіту Сілезького воєводства в Польщі. Замок належить до системи так званих Орлиних Гнізд.

## Історія
Перша згадка про Ольштинський замок, щоправда як про замок у Пшемиловицях, датується 1306 роком і стосується подій, що відбулися у 1294 році. Утім, найбільш ймовірно, що замок існував і раніше. Гіпотезу про походження замку з XIII століття було підтверджено дослідженнями, проведеними в 2010 році доктором Чеславом Гадамиком.
У 1349 році було згадано Зджишка, ольштинського бурграфа. Замок, на місці сторожової вежі, у XIV столітті збудував Казимир Великий, перетворивши його у один із найбільш укріплених замків на сілезько-малопольському прикордонні. За часів його правління в замку був ув'язнений та засуджений до голодної смерті за організацію змови проти короля познанський воєвода Мачко Боркович. Згідно з легендами, стогін, брязкіт кайданів та завивання духу воєводи чутно в околицях замку донині.
У 1370 році король Людовик Угорський передав Ольштин із Велунською землею у лен своєму кузену, опольському князю Владиславу Опольському за підтримку своїх династичних планів. У 1391 році Владислав Ягайло захопив замок після трьохденної облоги та повернув його до польської корони. У 1406 році поселення біля замку, яке у той час називалося Ольштинком стало резиденцією староства. У 1488 році Казимир IV Ягеллончик надав йому міські права.
У XV столітті постав так званий нижній замок, який, ймовірно, був розширений у наступному столітті. У XV столітті замок відіграв значну роль у відбитті нападів сілезьких князів. У той час замок було розбудовано, потім кілька разів перебудовано через руйнування мурів внаслідок зсуву скель. У 1552 році Ольштин отримав привілей проведення ринків та ярмарок. Однак місто не розвинулося через те, що знаходилося безплідному, піщаному ґрунті далеко від торгових шляхів.

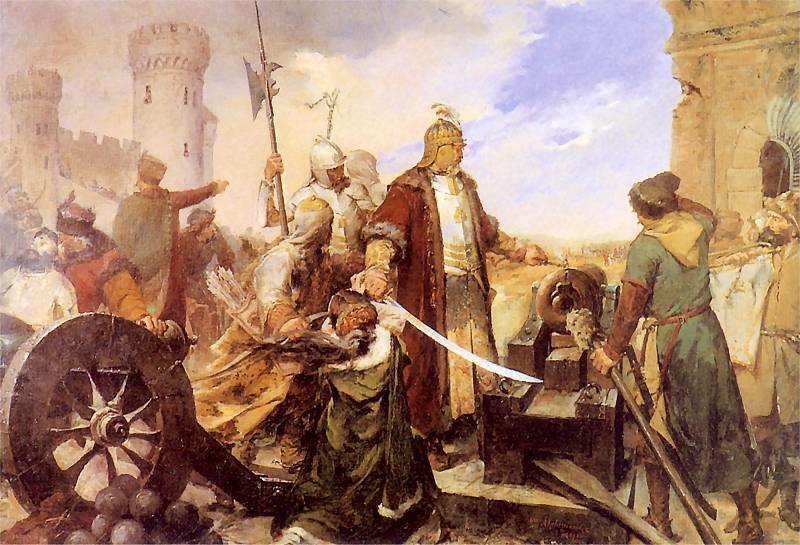
Оборона Ольштина у 1587 році. Картина Казиміра Алхимовича

У 1587 році замок зазнав нападу австрійських військ ерцгерцога Максиміліана, претендента на польський престол. Замковою залогою у той час керував староста Каспер Карлінський. Його кількарічного сина було викрадено разом з нянькою та виставлено під замок на першу лінію вогню. Принісши у пожертву життя сина, староста успішно захистив замок. Ця подія знайшла відображення у творчості Владислава Сирокомлі та Александра Фредри.
Під час облоги замок зазнав сильних пошкоджень, а його відбудовою керував черговий староста Йоахим Очеський. Після його смерті, замок почав занепадати, оскільки староста Миколай Вольський, який виконував свої обов'язки з 1613 року, не дбав про нього, зосереджуючись на утриманні резиденції в Кшепіцях. Вже під час люстрації 1631 року будівля була сильно зруйнованою.
Під час шведського потопу, у жовтні 1655 року частина шведських сил, які йшли на Ченстохову, напала на замок, після короткої облоги здобула його та зруйнувала. Після війни замок був непридатною для життя руїною, а зважаючи на розвиток артилерії замки старого типу втратили своє оборонне значення. У той час у замку здійснював роботи королівський фортифікатор Кшиштоф Мерошевський, але їхній ефект був незначним, до того ж врешті-решт від відбудови замку відмовилися через значні кошти, які були для цього необхідні. Під час будівництва парафіяльного костелу у 1722—1726 роках значні фрагменти нижніх частин замку було розібрано. Ольштинське староство існувало до кінця XVIII століття.
У XIX столітті селяни поступово розбирали замок на будівельні матеріали.

## Сучасний стан
Дотепер у замку збереглися стіни житлової частини, циліндрична та квадратна вежа, фрагменти стін господарських будівель, частково підземелля, а також фундаменти кузні та сліди сиродутних горен, які було знайдено під час археологічних розкопок. У 1992—1993 та 1995—1998 роках тут відбулося міжнародне піротехнічне та лазерне шоу. Після того, як фрагмент замкової стіни обвалився, консерватор пам'яток заборонив проведення тут таких заходів. Руїни замку відкриті для відвідування туристами.

## Світлини

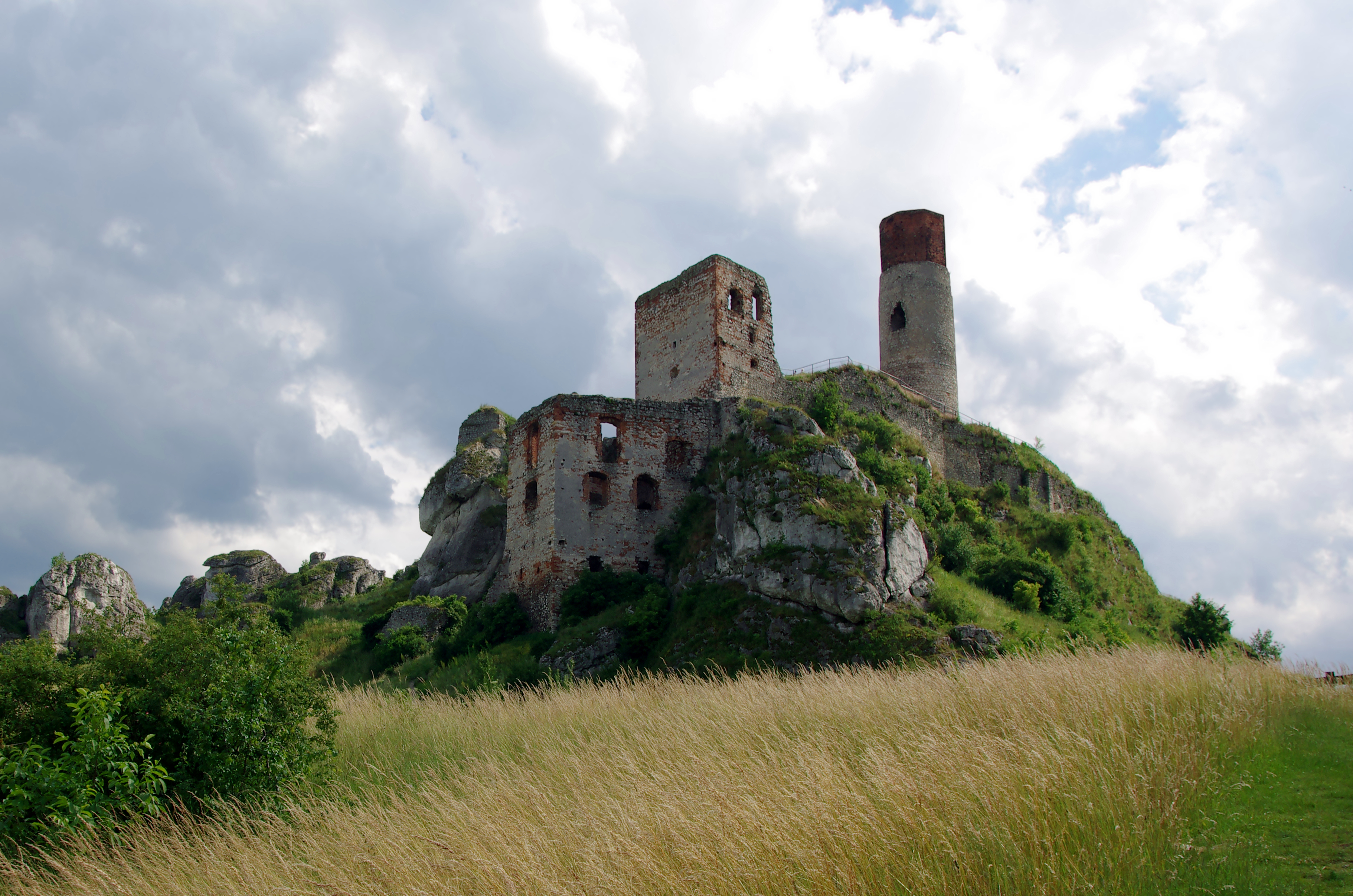
Вигляд замку
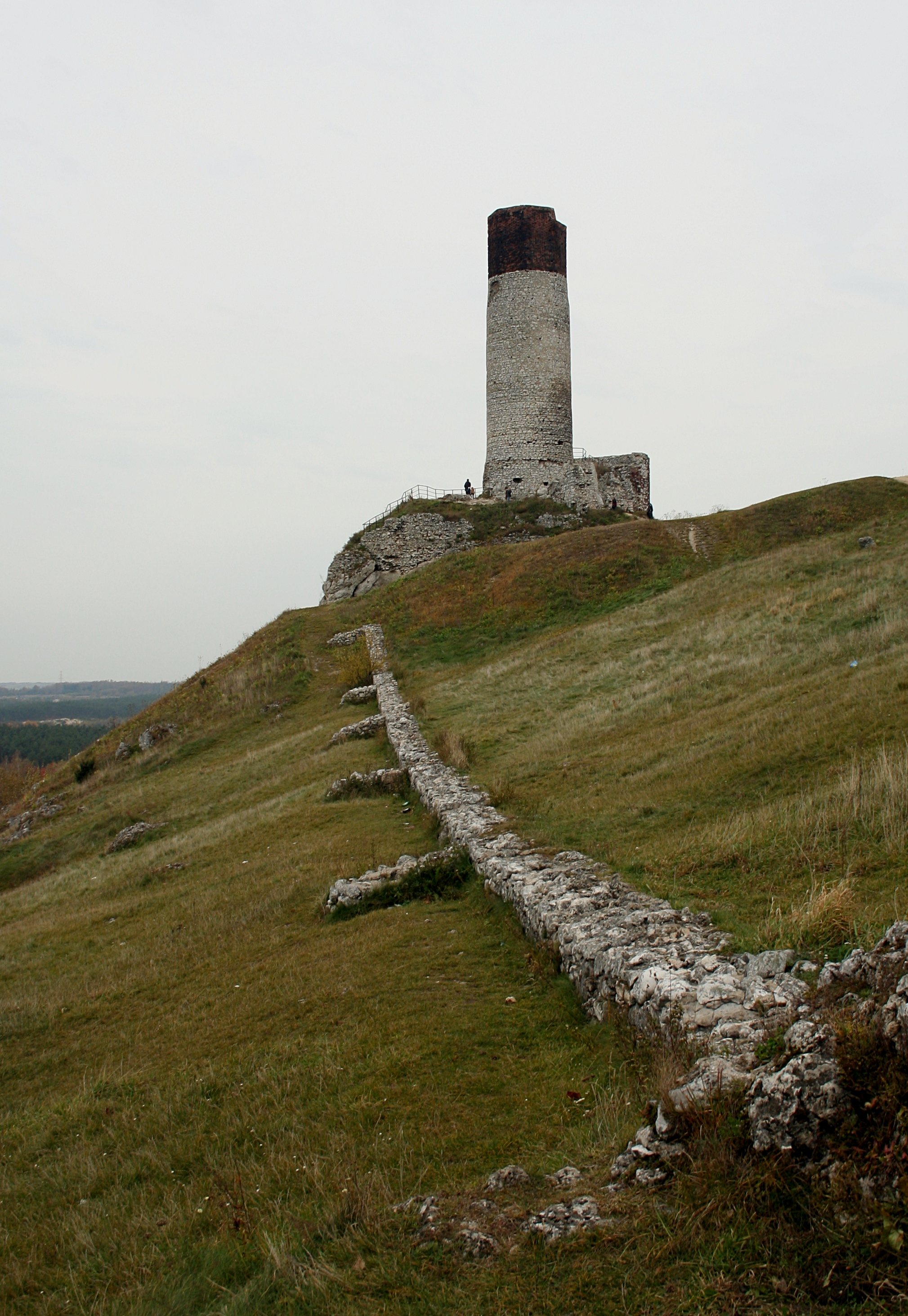
Фрагмент мурів та вежа замку
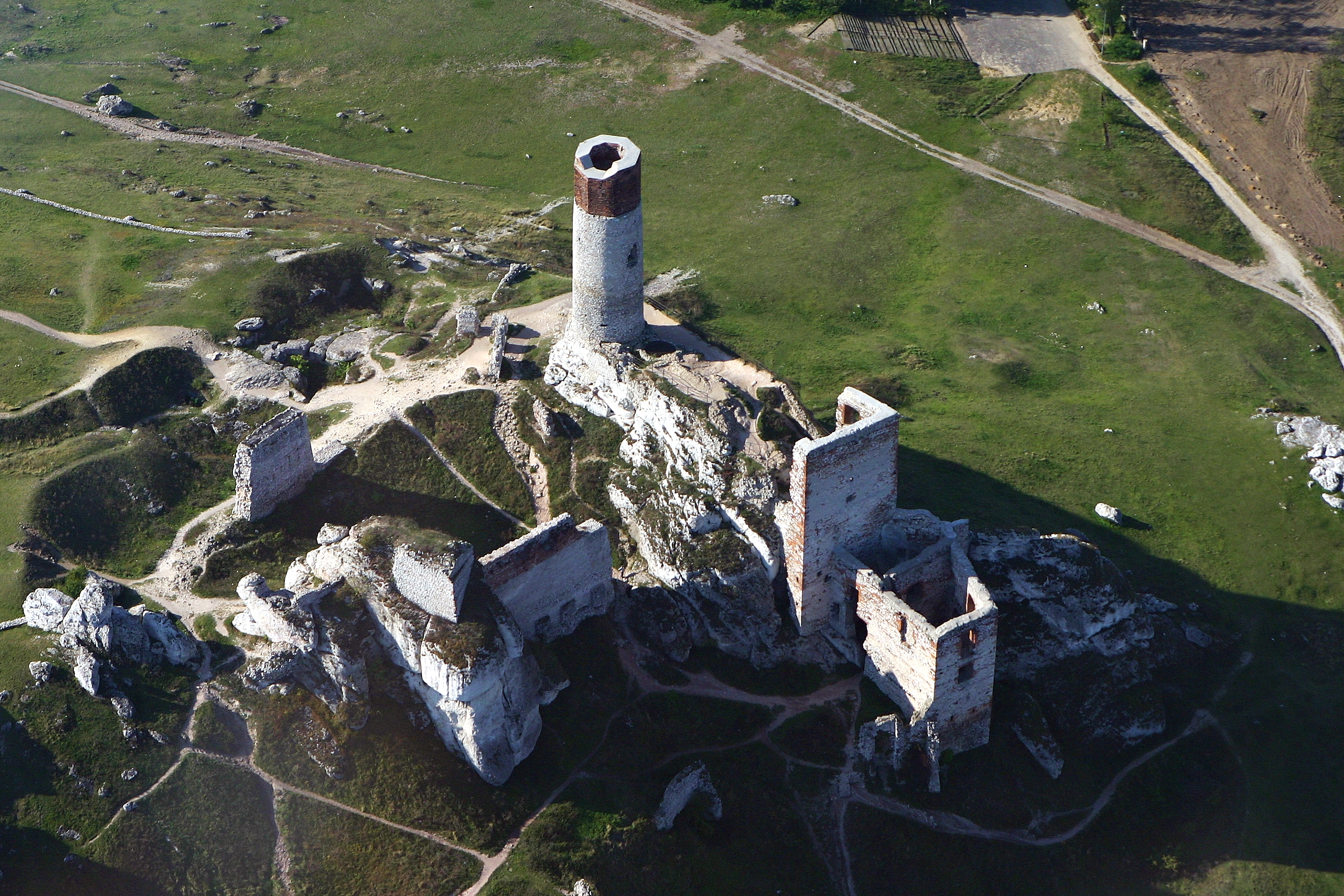
Руїни замку з пташиного льоту
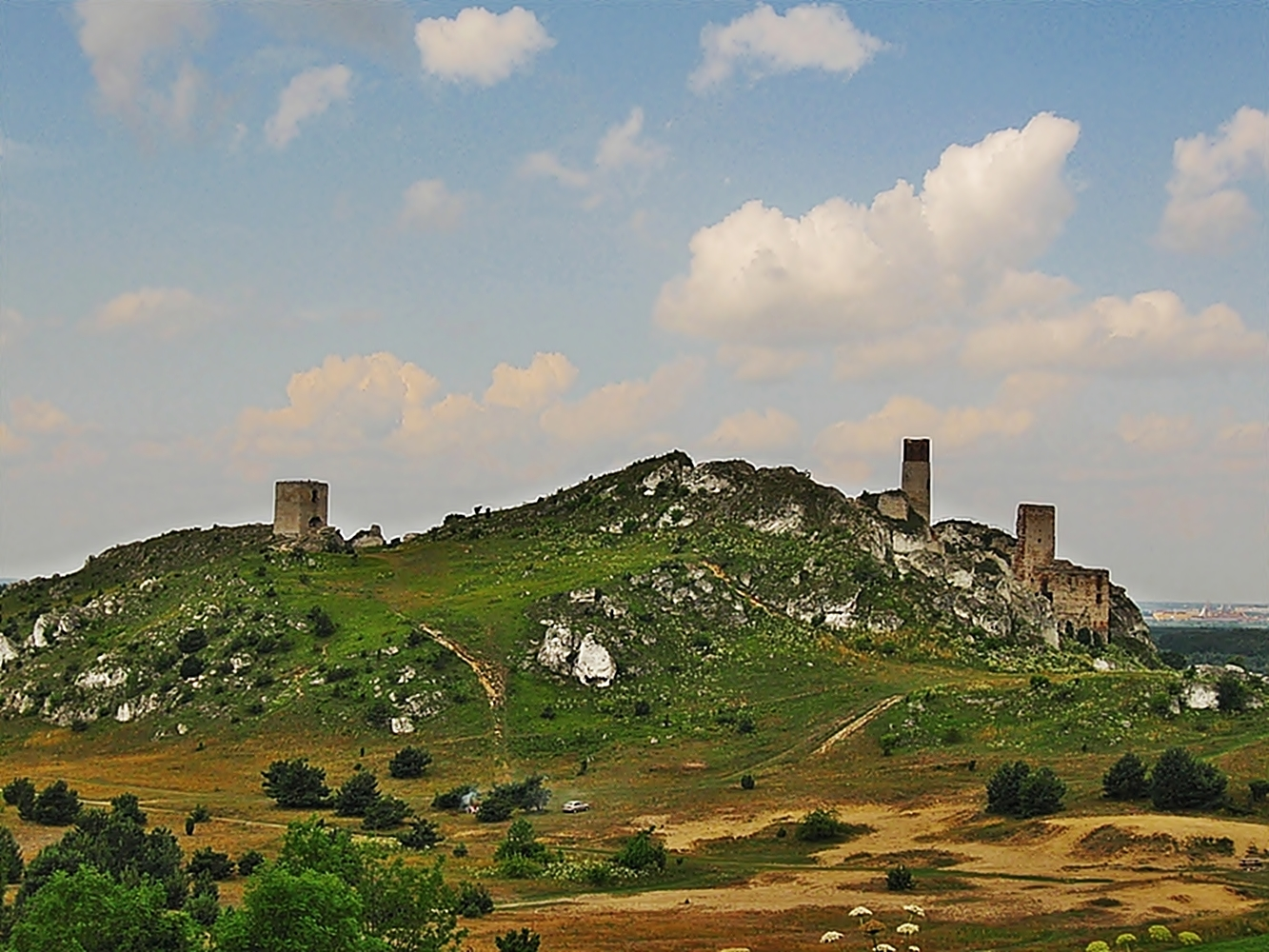
Панорама замку
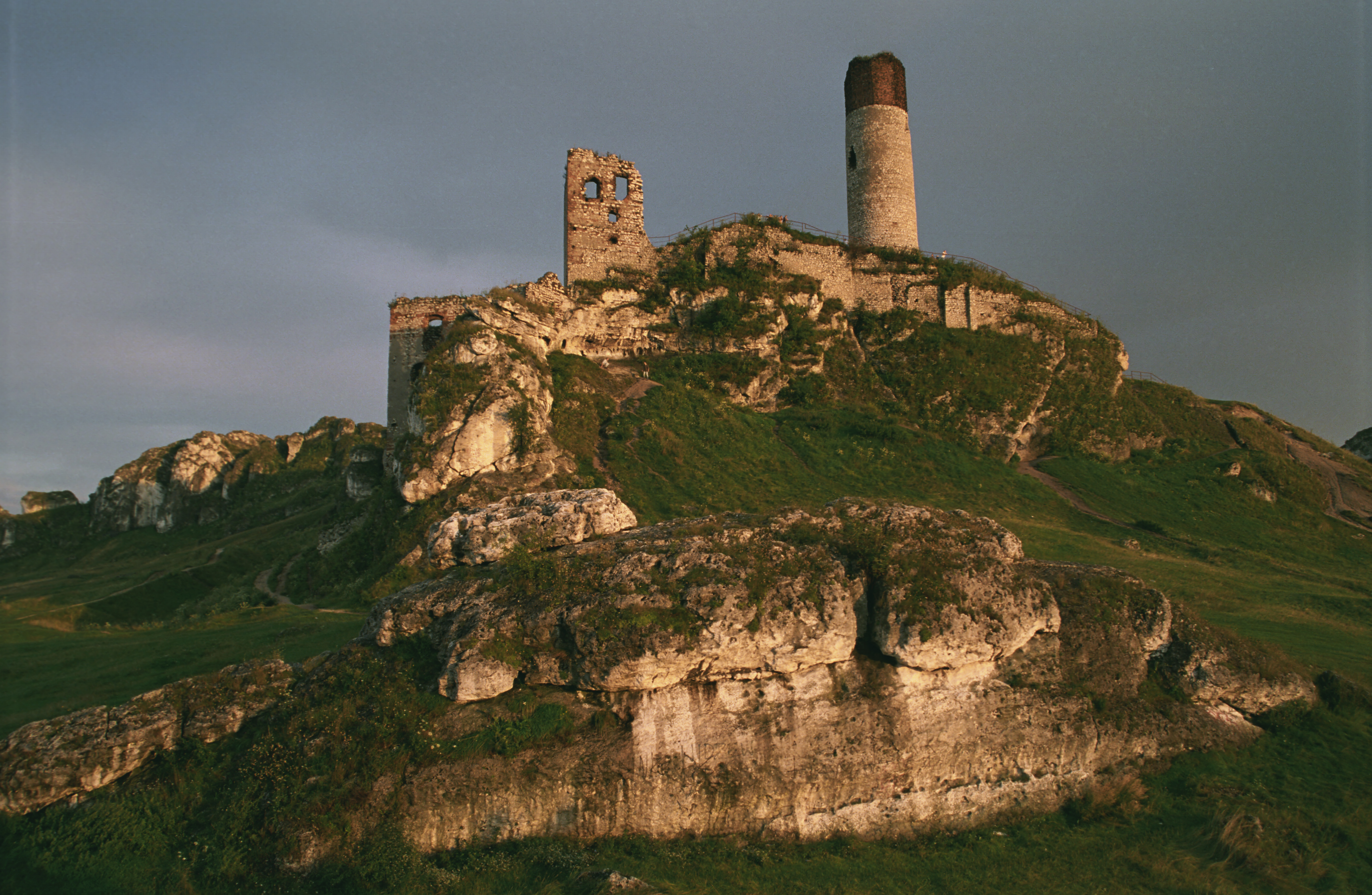
Вигляд замку
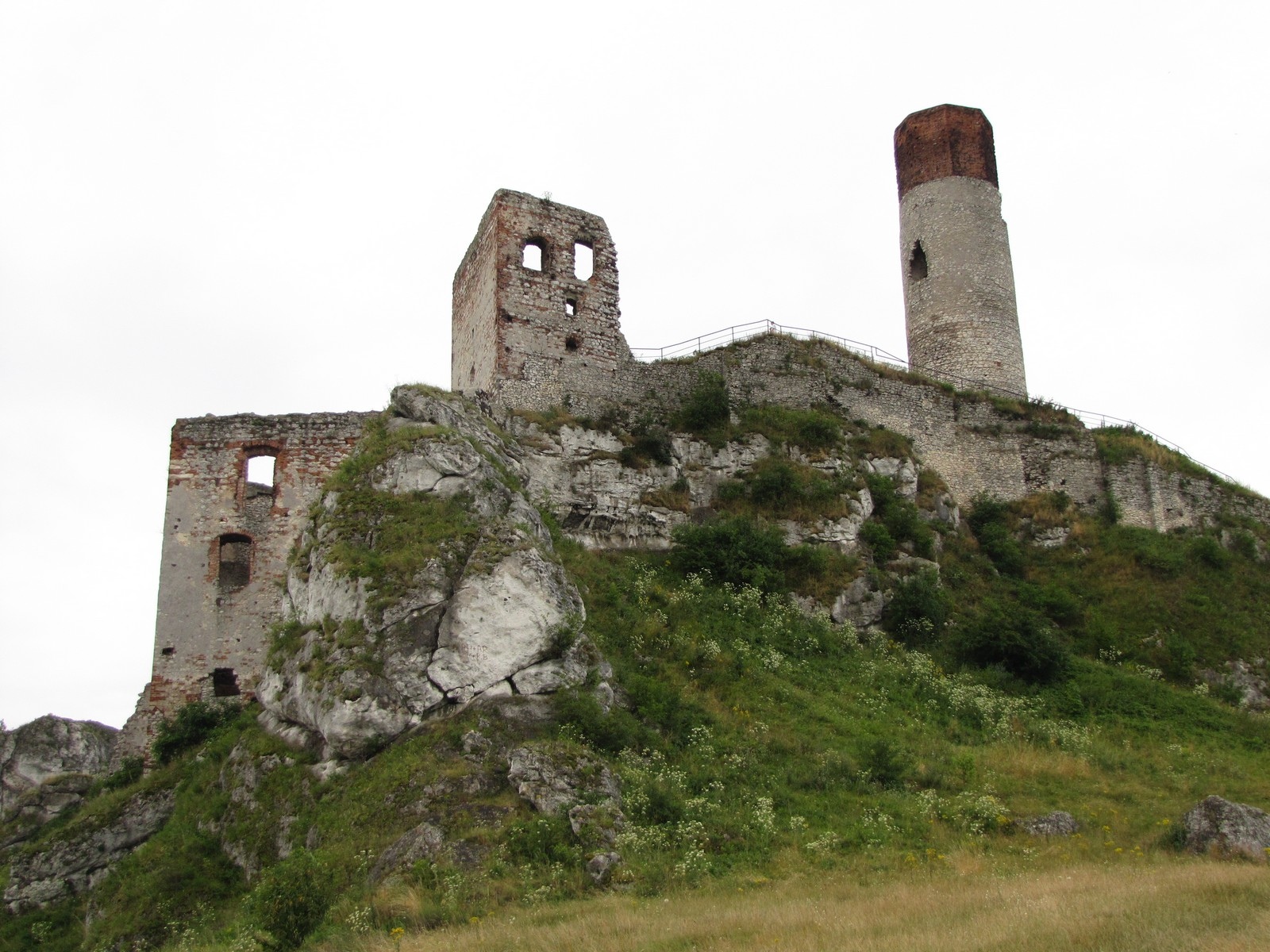
Руїни замку